# بیلی توماس
ویلیام «بیلی» توماس جونیور (انگلیسی: William "Billie" Thomas Jr.؛ ‏ ۱۲ مارس ۱۹۳۱ – ۱۰ اکتبر ۱۹۸۰) بازیگر] اهل ایالات متحده آمریکا بود. وی نقش باک‌ویت را در دارودسته ما ایفا می کرد.
از فیلم‌ها یا برنامه‌های تلویزیونی که وی در آن نقش داشته‌است، می‌توان به روز درخت‌کاری، ژنرال اسپنکی و رومئوی رقصان اشاره کرد.